# Земская почта Елисаветградского уезда
Зе́мская по́чта Елисаветгра́дского уе́зда — земская почта, организованная земской управой Елисаветградского уезда Херсонской губернии. Земская почта Елисаветградского уезда существовала с 1868 года. В уезде выпускались собственные земские почтовые марки.

## История почты
Елисаветградская уездная земская почта была открыта в апреле 1868 года. Пересылка почтовых отправлений осуществлялась из уездного центра (города Елисаветграда) в 57 волостных правлений и 5 городов уезда дважды в неделю. Доставка частных почтовых отправлений была платной с 1870 года, и для её оплаты были введены земские почтовые марки.
В 1902 году Елисаветградская уездная земская почта была закрыта.

## Выпуски марок
Введённые с 1870 года земские почтовые марки были номиналом 5 копеек, из них 3 копейки шли в пользу земства, а 2 копейки — в пользу канцелярий волостных правлений за приём и выдачу населению почтовых отправлений. Земские марки первых выпусков были круглой формы, на их рисунке был изображён герб Елисаветградского уезда. Марки последующих выпусков имели номиналы марок 2, 5, 10 и 20 копеек.

## Гашение марок
Гашение марок осуществлялось чернилами (перечёркиванием или надписыванием фамилии земского почтового служащего) и штемпелями различной формы.